# Halli Amaro
Halli Amaro (* 21. September 1993 in Los Alamitos, Kalifornien) ist eine US-amerikanische Volleyballspielerin.

## Karriere
Amaro begann ihre Karriere an der Los Alamitos High School. Von 2012 bis 2015 studierte sie an der University of Arizona und spielte in der Universitätsmannschaft Wildcats. In der Saison 2017/18 war sie in der ungarischen Liga bei TFSE Budapest aktiv. Danach spielte sie eine Saison bei der zweiten Mannschaft der Roten Raben Vilsbiburg, mit der sie den zweiten Platz in der Zweiten Liga Süd erreichte. Sie erhielt dabei neun MVP-Auszeichnungen. 2019 wechselte Amaro zum Bundesligisten Schwarz-Weiss Erfurt.